# Pierre Mauroy
Pierre Mauroy (; n. 5 iulie 1928, Cartignies, Nord-Pas-de-Calais, Franța – d. 7 iunie 2013, Clamart, Île-de-France, Franța) a fost un politician socialist francez. A fost prim-ministrul Franței în timpul președintelui François Mitterrand între anii 1981 și 1984, fiind de asemenea primarul orașului Lille între anii 1973 - 2001.